# Myxexorista resinellae
Myxexorista resinellae là một loài ruồi trong họ Tachinidae.